# Беспалова, Галина Васильевна
Галина Васильевна Беспалова (21 ноября 1937, с. Куликово Тальменского района Алтайского края) — заслуженный метеоролог Российской Федерации, почётный работник гидрометеослужбы России.

## Биография
В 1962 году окончила Томский университет. Работала инженером-синоптиком Забайкальского управления гидрометеослужбы, начальником Читинского бюро погоды.
С 1983 года — главный синоптик гидрометцентра Забайкальского межрегионального территориального управления по гидрометеорологии и мониторингу окружающей среды.
Руководила в 1970 году началом приёма снимков облачности с искусственных спутников Земли на АППИ Чита. Принимала непосредственное участие в обеспечении строительства Байкало-Амурской магистрали.

## Награды
- орден «Знак Почёта» (1986),
- медаль «За строительство Байкало-Амурской магистрали»
- Золотая медаль ВДНХ,
- заслуженный метеоролог Российской Федерации
- почётный работник гидрометеослужбы России